# Cs-Klimate

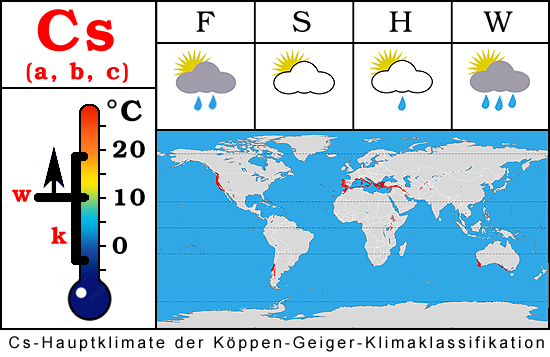
Wärmster Monat w > 10 °C
kältester Monat k zwischen 18 und −3 °C
winterfeucht / sommertrocken
Untertypen a, b, c

Die Cs-Klimate – meist Mittelmeerklimate oder Warme sommertrockene Klimate, von Köppen auch „Etesienklimate“ genannt, in englischsprachigen Veröffentlichungen heute ebenfalls vorwiegend als Mediterranean climates bezeichnet sowie bisweilen warmgemäßigte Klimate genannt – sind eines der elf Hauptklimate der effektiven Klimaklassifikation nach Köppen & Geiger (1918 bis 1961). Sie grenzen die drei zugehörigen Klimate Csa, Csb und Csc nach festgelegten hygrischen und thermischen Grenzwerten ein und untergliedern die Klimaklasse C zusammen mit den Cf- und Cw-Klimaten. Cs-Klimate liegen in den Subtropen und tropischen Gebirgen.
Köppens Grenzwerte sind (trotz oder wegen der erheblichen Vereinfachungen im Vergleich mit anderen Systemen) bis heute weltweit die am häufigsten verwendeten Klimaschlüssel in klimageographischen Zusammenhängen.

## Bezeichnung und Klassifikation
Um Verwechslungen mit den Klimaten anderer Systeme oder den „klassischen“ Klimazonen zu vermeiden, empfahl bereits Köppen, vorrangig die kryptischen Bezeichnungen zu verwenden.
Die insgesamt 30 Klima-Untertypen dieses Systems sind durch jeweils zwei oder drei Buchstaben gekennzeichnet, die für bestimmte Wärme- und Wassermangelgrenzen für den Pflanzenwuchs stehen (Schwellenwerte und Andauerzeiten der Temperaturen und Niederschläge). Sie bilden die wesentlichsten klimatischen Ansprüche der großen Pflanzenformationen der Erde ab. Trotz einiger fachlicher Unzulänglichkeiten und etlicher „technischer“ Klimate, die keinen Bezug zu einer hauptsächlichen Vegetation haben (etwa Csc oder die separate Betrachtung von Csa und Csb), hat sich die Klimakarte von Köppen & Geiger in der Klimageographie weltweit in etlichen (etwa digitalen) Überarbeitungen und Ableitungen etabliert.

### Alternative
Moderne Umsetzungen (vor allem in englischsprachigen Veröffentlichungen) orientieren sich zuweilen bei den Klimaklassen C und D mehr an den klassischen Klimazonen, sodass andere Kombinationen gruppiert werden und einige theoretische Klimate, die in der Realität nutzlos sind, nicht verwendet werden. So wird etwa bei den Mittelmeerklimaten kein Csc mehr ausgewiesen.

## Grenzwerte
C = Der kälteste Monat hat eine Mitteltemperatur zwischen 18 °C und −3 °C, der wärmste Monat liegt über 10 °C. Die jährliche Niederschlagssumme liegt über der Trockengrenze der B-Klasse.
s = Periodisch sommertrockenes Klima: Der feuchteste Monat des Winters ist mindestens dreimal so niederschlagsreich wie der trockenste des Sommers, der weniger als 40 mm aufweist.

## Beschreibung und Hintergründe
Der Cs-Typ umfasst Makroklimate mit trockenen, heißen Sommern und regenreichen, milden Wintern und hohen Sonnenstundensummen. Dieses Klima bestimmt die Ökozone der Winterfeuchten Subtropen. Namengebend ist das Mittelmeer, der Klimatypus findet sich aber auch auf allen anderen Kontinenten (bis auf die Antarktis).
Konkret gilt für das Mittelmeerklima nach Köppen ein jährlicher Gesamtniederschlag von über 400 bis max. 1000 mm mit humiden Wintermonaten und ariden Sommermonaten mit einem Niederschlagsmaximum unter 40 mm und eine Jahresmitteltemperatur von über 14 °C.
Im Unterschied zu den Gebieten an den Wendekreisen, die noch sehr geringe Mengen an Zenitalregen erhalten, gibt es in den Gebieten mit Mittelmeerklima, die am oder in der Nähe des 40. Breitengrads liegen, keine Zenitalregen. Die wenigen sommerlichen Niederschläge fallen durch Wärmegewitter. Die Gebiete mit Mittelmeerklima liegen in den ariden Sommermonaten im Bereich des subtropischen Hochdruckgürtels mit seinen absinkenden heißen trockenen Luftmassen. Durch die regelmäßige Verschiebung des Passatkreislaufs, der sich dem Zenitstand der Sonne folgend in den Wintermonaten auf die auf der anderen Seite des Äquators liegende Hemisphäre der Erde verlagert, geraten die Gebiete mit Mittelmeerklima in den Wintermonaten unter den Einfluss der Westwindzone, wodurch sie dann Niederschläge in Form von zyklonalen Regen erhalten. Durch die besonderen klimatischen Verhältnisse entwickelte sich im Mittelmeerraum eine typische an die Sommertrockenheit angepasste Vegetation.

### Vergleiche
Das Subtropisch trockenes Sommerklima Cs nach Trewartha wird ähnlich wie die mediterranen Köppenklimate bestimmt. Bei Troll & Paffen werden die Winterfeucht-sommertrockene Mediterranklimate IV.3 über die Anzahl der humiden Monate und die natürliche Vegetation definiert. Die Ausdehnung weist in einigen Bereichen große Abweichungen zu den Cs-Klimaten auf.

, Datengrundlage: 1980–2016

## Csa-Klima
Das Csa-Klima – von Köppen auch „Olivenklima“ genannt, englisch Hot-summer Mediterranean climate (= Sommerheißes Mittelmeerklima) – grenzt im Wesentlichen die Kernbereiche der Klimate der subtropischen Hartlaubgebiete ein.
a = Die Sommer sind heiß und schwül, der wärmste Monat liegt im Mittel über 22 °C.

### Ausprägung und Verbreitung
Die vorherrschenden Vegetationstypen sind Wälder und Gebüschformationen der Hartlaubvegetation sowie trocken-subtropisches Grasland – alle häufig feuergeprägt. Bei diesem Klimatyp ist Köppens Klimaschlüssel trotz der wenigen Parameter geeignet, die Kerngebiete der mediterranen Hartlaubgebiete abzubilden (siehe auch Vor- und Nachteile der Köppen-Klassifikation).
Das Csa-Klima kommt vor allem an den Westseiten der Kontinente vor: Die größte Ausdehnung liegt im Mittelmeerraum, wo es sich von Südwest-Spanien und Portugal entlang der europäischen Küste (insbesondere Frankreich, Italien und Griechenland) sowie fast aller Mittelmeerinseln über die türkischen Küsten bis zur Levante erstreckt. Große Gebiete liegen auch an den Nordküsten von Marokko, Algerien und Tunesien. Zudem erstreckt sich ein breites Band längs der türkisch-syrischen Grenze ostwärts ins Landesinnere, weiter durch den Nord-Irak, um sich dann an der Westabdachung des Zagros-Gebirges als kolline Stufe des Gebirgsklimas in Richtung Persischer Golf fortzusetzen. Die beiden nächstgrößten Gebiete umfassen große Teile Kaliforniens sowie der Südwestküste Westaustraliens. Weitere relativ große Areale von mediterranem Gebirgsklima finden sich an einigen Westseiten der hochasiatischen Gebirge, der nördlichen Sierra Madre Occidental Mexikos und den Gebirgen nordöstlich von Phoenix (Arizona). Verhältnismäßig klein beziehungsweise grenzwertig zu Csb aufgrund meist etwas niedrigerer Temperaturen sind die Gebiete im Rancagua-Becken in Chile und in der Lokalgemeinde Swartland im Südwesten Südafrikas.

### Beispiele
- Sacramento, Kalifornien, USA[14]
- Valencia, Spanien[15]
- Wellington (Südafrika)[16]
- Beirut, Libanon[17]
- Maimana, Afghanistan[18]
- Perth, Western Australia, Australien[19]

## Csb-Klima
Das Csb-Klima – von Köppen auch „Erikenklima“ genannt, englisch Warm-summer Mediterranean climate (= Sommerwarmes Mittelmeerklima) – grenzt die kühleren Randbereiche der Klimate der subtropischen Hartlaubgebiete ein.
b = Die vier wärmsten Monate liegen über dem 10 °C-Mittel, der wärmste Monat bleibt hingegen unter der 22 °C-Marke. Der kälteste Monat liegt im Mittel über dem Gefrierpunkt.

### Ausprägung und Verbreitung
Die vorherrschenden Vegetationstypen sind in erster Linie Hartlaubwälder sowie trockenwarme sommergrüne Laubwälder – auch hier gehören Waldbrände zur natürlichen Ökologie. Köppens Klimaschlüssel ist hier aufgrund der wenigen Parameter nicht geeignet, die Grenzen der Hartlaubgebiete nachzubilden (siehe auch Vor- und Nachteile der Köppen-Klassifikation).
In beiden Amerikas, aber vor allem in Südamerika, ist Csb der hauptsächliche Typ des Mittelmeerklimas: Großflächig verbreitet an der gesamten Westküste der USA bis in den Südosten der kanadischen Vancouver-Insel sowie in Mittel-Chile von der Región de Valparaíso bis zur Metropolregion Santiago hinüber in den Westen der argentinischen Región Patagónica bis zu Ausläufern in der Provinz Chubut. Zudem bestimmt es das Klima der chilenischen Juan-Fernández-Inseln. Wie fast überall, grenzt das warme unmittelbar an das heiße Mittelmeerklima – entweder in kühleren Breiten oder als submontane Vegetation in Gebirgen (etwa in der nordmexikanischen Sierra Madre Occidental). In Europa nimmt es vor allem den Nordwesten der iberischen Halbinsel ein, alle anderen Gebiete in Europa und Nordafrika sind wesentlich kleiner (Beispiele: Küstenbereiche Madeiras und der westlichen Kanareninseln, Atlasgebirge in Marokko, Gebirge Korsikas, Süd-Italiens und Griechenlands). Csb erstreckt sich jedoch nicht wie Csa in den vorderen Orient. Auf der Südhalbkugel sind noch der Südwesten der südafrikanischen Provinz Westkap sowie in Australien die Südwest-„Ecke“ des Kontinentes und verhältnismäßig große Bereiche an den Küsten South Australias und Victorias zu nennen, um alle warmen Mediterranklimate der Subtropen zu erfassen.
Darüber hinaus hat Köppen die unterschiedliche Sonneneinstrahlung zwischen Subtropen und Tropen nicht berücksichtigt, sodass einige Gebirgsklimate der Tropen – in Südamerika Bereiche der Anden Kolumbiens und Ecuadors sowie in Afrika vor allem im äthiopischen Hochland und im Mount-Kenya-Massiv – ebenfalls als Csb ausgewiesen werden.

### Beispiele
- Seattle, Washington, USA[21]
- Victoria, British Columbia, Kanada[22]
- Concepción (Chile)[23]
- Porto, Portugal[24]
- Kapstadt, Südafrika[25]
- Augusta (Western Australia), Australien[26]

## Csc-Klima
Das Csc-Klima – von Köppen nicht anders bezeichnet (bzw. für eine nicht realisierte und nur theoretische Kombination gehalten), englisch Cold-summer Mediterranean climate (= Sommerkaltes Mittelmeerklima) – umfasst einige subalpine Regionen der Klimate der subtropischen Hartlaubgebiete.
c = Ein bis drei Monate liegen über 10 °C. Extrem seltener Klimatyp.

### Ausprägung und Verbreitung
Im Gegensatz zu Köppens Annahme ist der Klimatyp nach Neuberechnungen existent. Allerdings entsteht bei der Kombination der Parameter Cs mit c tatsächlich ein relativ theoretischer Klimatyp, der nicht eindeutig durch einen bestimmten Vegetationstyp repräsentiert wird (siehe auch Vor- und Nachteile der Köppen-Klassifikation) und in modernen Umsetzungen teilweise nicht berechnet wird. Am ehesten sind hartlaubige, xerophyte Strauch- und Polsterpflanzen knapp oberhalb der Waldgrenze mediterraner Gebirge zu finden, die jedoch ebenso für andere Hochgebirgsklimate typisch sind.
Dieser Klimatyp, der sich höhenwärts an Csb anschließt, ist auf der abgebildeten Karte lediglich in sehr kleinen Flächen den Südanden zu finden. Die Beispiele aus anderen Weltgegenden wurden mit dem Online-Tool MAPresso Climate ermittelt.

### Beispiele
- Gipfelregion Haleakalā-Vulkan, Hawaii, USA[29] (kein Kartenfund)
- Westhang Spotted Buck Mountain, westlich des Mount St. Helens, Washington, USA[30]
- Südwestlich von Balmaceda, Chile[31]
- Südosthang des Monte Cinto, Korsika, Frankreich[32]